# سنگفرش

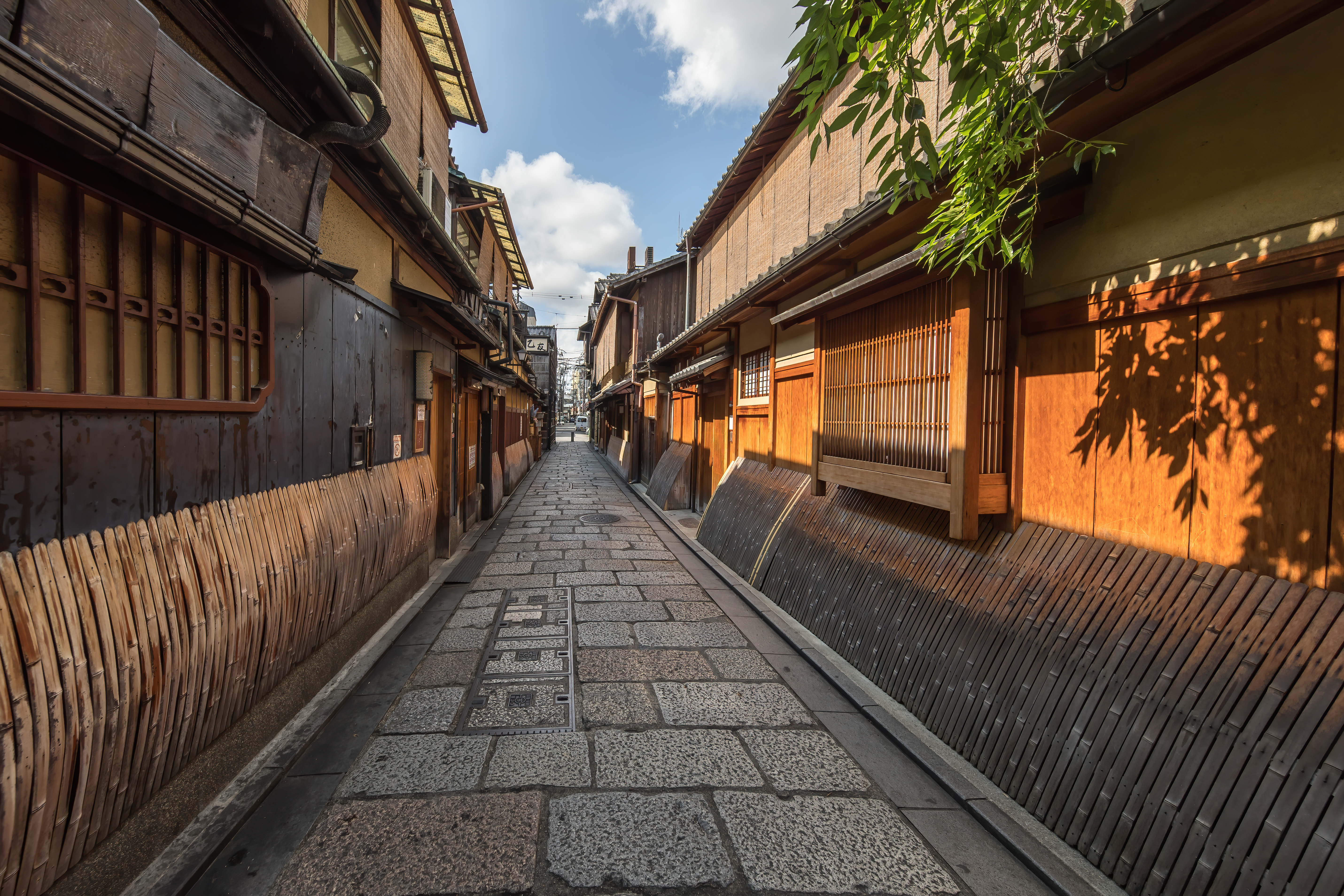
نگاره‌ای از کوچه‌ای سنگ‌فرش در کیوتو، ژاپن.

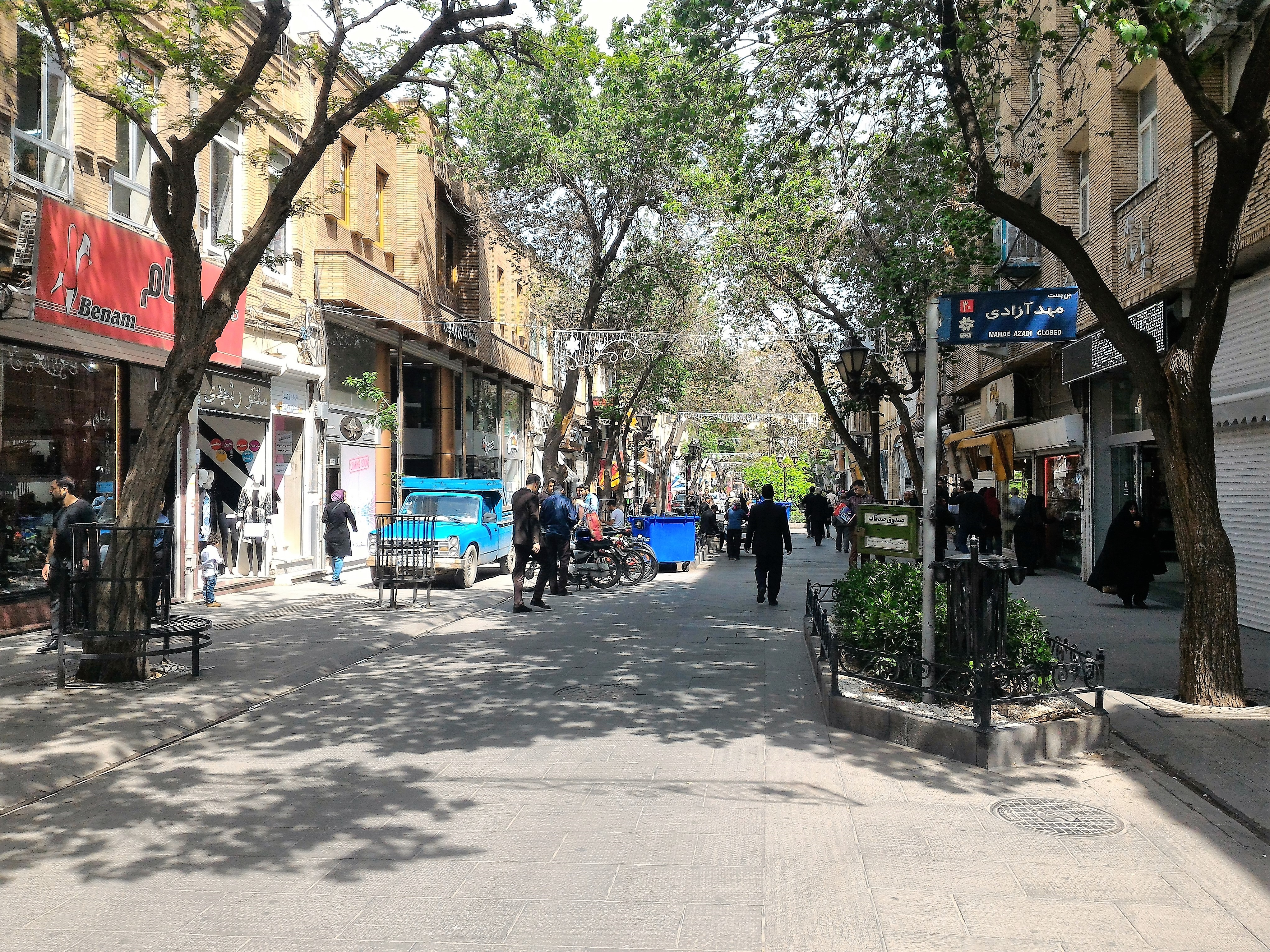
سنگفرش خیابان تربیت در تبریز

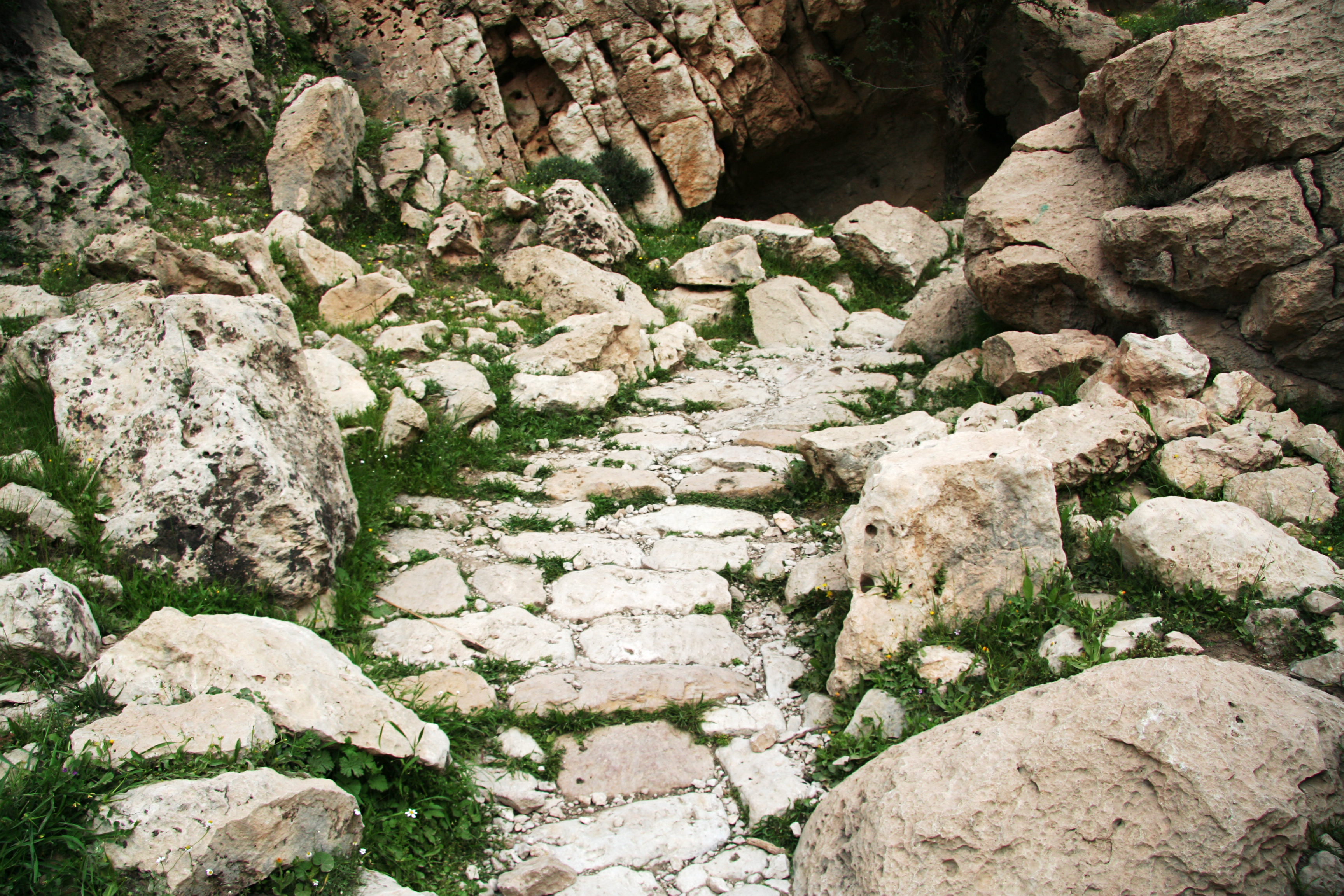
سنگفرش راه باستانی در ارجان بهبهان

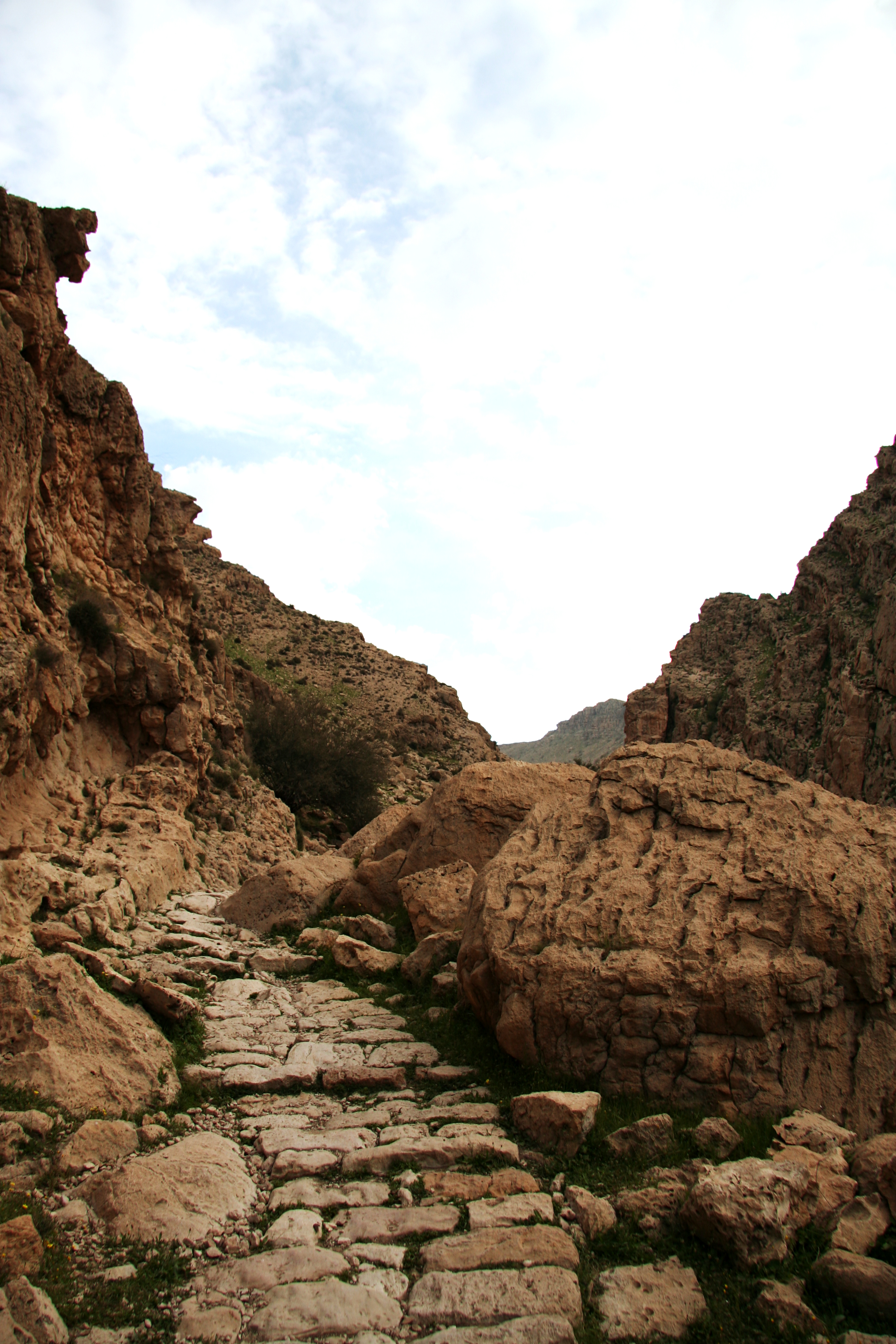
سنگفرش راه کوهستانی باستانی در ارجان (بهبهان)

سنگفرش (به انگلیسی: Cobblestone) زمین یا خیابان و کوچه که در کف آن تکه‌های سنگ است. به عبارت دیگر زمینی که روی آن را با سنگ مفروش کرده باشند. 

## نگارخانه

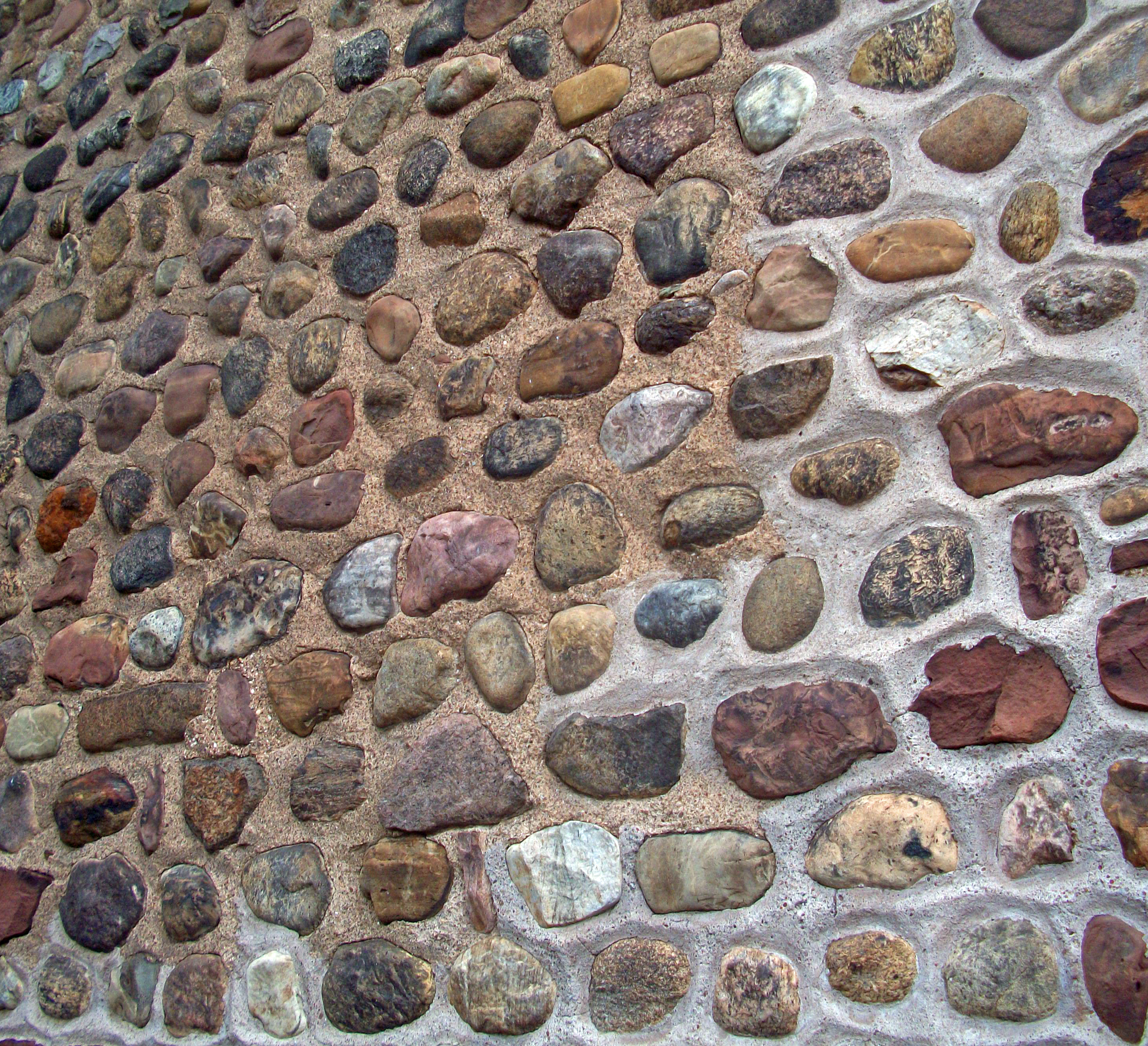
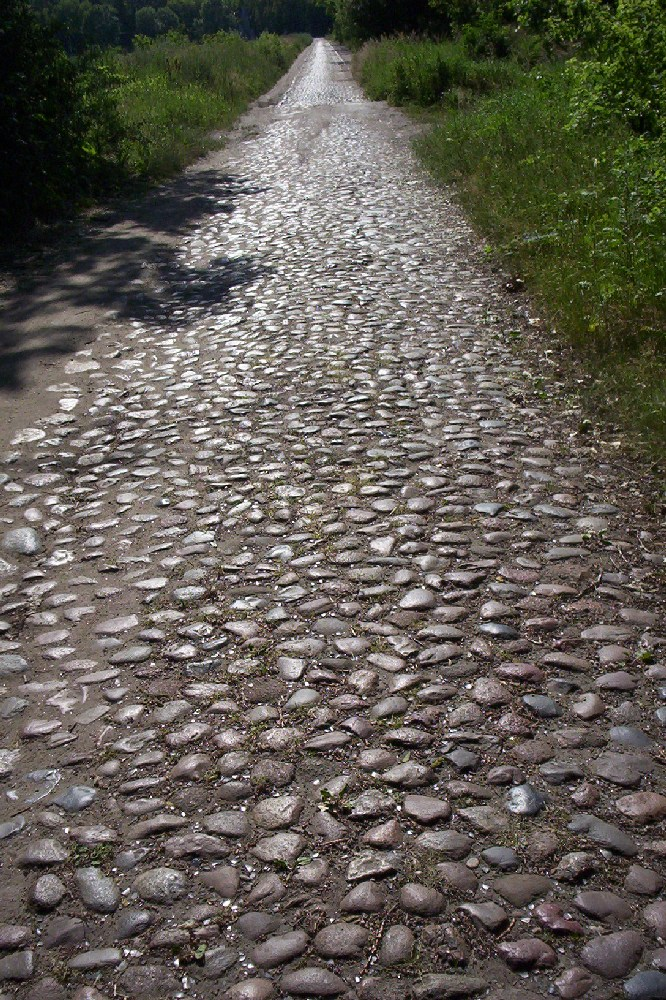